# Rheinbrücke Tamins
La Rheinbrücke Tamins (lett.: «ponte sul Reno di Tamins») è un ponte ad arco della Svizzera, sito lungo la strada cantonale 19 al confine fra i comuni di Tamins e di Domat/Ems. Il ponte varca il fiume Reno poco a valle della confluenza fra il Reno Anteriore e il Reno Posteriore.

## Storia
Il ponte venne costruito dal 1962 al 1963 su progetto di Christian Menn.

## Caratteristiche
Il ponte varca il fiume Reno con un'unica arcata di 100 m di luce; la sua lunghezza complessiva è di 158 m.
L'arcata ha forma poligonale, disegnata sulla base delle forze da sostenere; l'impalcato, sostenuto da piloni larghi e sottili, è in calcestruzzo armato precompresso.

### Ulteriori approfondimenti
- (DE) Thomas Vogel e Peter Marti (a cura di), Christian Menn. Brückenbauer, in Schriftenreihe der Gesellschaft für Ingenieurbaukunst, vol. 3, 2ª ed., Zurigo, Hochschulverlag, 2009, ISBN 978-3-7281-3137-9.
- (DE, EN) Caspar Schärer e Christian Menn (a cura di), Christian Menn. Brücken, Zurigo, Scheidegger & Spiess, 2015,  pp. 82-93, ISBN 978-3-85881-455-5.
- (DE) Eugen Brühwiler, Christian Menn (1927–2018). Bauingenieur aus Leidenschaft, in TEC21, n. 22-23, 2019,  pp. 20-25, ISSN 0036-7524 (WC · ACNP).